# Eritrose
A eritrose é um monossacarídeo do tipo tetrose, ou seja, com quatro átomos de carbonos. Faz parte da família das aldoses e sua forma isomérica natural é D-eritrose.